# Daniel Adjei
Daniel Nana Agyei (Dansoman, 1989. november 10. –) ghánai válogatott labdarúgó, aki a Liberty Professionals  játékosa.

## Sikerei, díjai
- Ghána U20 
  - U20-as labdarúgó-világbajnokság: 2009
  - Afrikai ifjúsági bajnokság: 2009